# Михаил Дёмин
Михаил Дёмин (настоящее имя Георгий Евгеньевич Трифонов, 18 июля 1926 — 26 марта 1984, Париж) — русский писатель, поэт, двоюродный брат Юрия Трифонова.

## Биография
Родился в 1926 году в семье комдива Евгения Трифонова, который умер в 1937 году от инфаркта в ожидании ареста. Мать — Ксения Карповна Налбандова, армянского происхождения. По некоторым данным, учился живописи у К. Юона, Д. Моора и Г. Ряжского. В 1942 осуждён к двум годам лагерей для несовершеннолетних, послан на фронт, а после демобилизации учился в художественном институте. Когда стала известной его предыдущая жизнь, он, чтобы избежать ареста, скрылся в преступном мире. До ареста в 1947 он вором ездил по железным дорогам, совершил и убийство. Осуждённый на шесть лет, он и в лагерях жил как «блатной». В 1953—1956 был в ссылке в Сибири.
Начал писать стихи в 1956, в 1959 стал членом СП СССР, переселился в Москву и в 1962—1964 посещал Высшие литературные курсы. В СССР опубликованы четыре сборника его стихов и один сборник прозы. В 1968 он использовал поездку в Париж к родственнице, чтобы эмигрировать.
Известен, прежде всего, своей автобиографической трилогией.
Скончался в 1984 году в Париже от инфаркта.

## Отзывы
Дёмин пишет живо и захватывающе. Пережитое им самим на свободе, в лагере и ссылке он дополняет рассказами других блатных. В его героях шокирует бессовестность, подлость, отсутствие чувства вины, раскаяния, любых этических норм, проявляющихся в отношении к другим; в частности, к политзаключённым.
— Вольфганг Казак

## Сочинения
Автобиографическая трилогия
- - «Блатной» //«Время и мы», № 27, 28, 1978 и отд. изд., New York, 1981 (впервые в немецком переводе в 1973; переведен также в США, Италии, Португалии, Израиле, Японии); в России — Новосибирск, «Интербук», 1994.
  - «Таежный бродяга» //«Время и мы», № 35,36, 1978; отд. изд. — New York, 1986
  - «Рыжий дьявол», New York, 1987

Другие произведения
- 1956 — «Под незакатным солнцем». — Абакан
- 1958 — «Лицом к востоку». Стихи. — М.
- 1962 — «Параллели и меридианы». Стихи. — М.
- 1966 — «Мирская тропа». Рассказы. — М., «Советский писатель»
- 1967 — «Белый день»
- 1967 — «Кочевье». Стихи. — М., «Молодая гвардия»
- 1991 — «И пять бутылок водки»… «Тайны сибирских алмазов». Повести. — М., «Панорама»
- 1969 — «Неудачник» // «Новый журнал», New York, № 94
- 1979 — «Горькое золото» // «Время и мы», № 46, 47
- 1983 — «Перекрестки судеб», New York